# Gare de Hœnheim-Tram
Gare de Hœnheim-Tram – przystanek kolejowy w miejscowości Hœnheim, w departamencie Dolny Ren, w regionie Grand Est, we Francji. Jest zarządzana przez SNCF i obsługiwany przez pociągi TER Grand Est. Na przystanku istnieje możliwość przesiadki na tramwaje.

## Położenie
Znajduje się na linii Strasbourg – Lauterbourg, na km 5,625 między stacjami Bischheim i La Wantzenau, na wysokości 136 m n.p.m.

## Linie kolejowe
- Linia Strasbourg – Lauterbourg